# Chamaecostus curcumoides
Chamaecostus curcumoides är en enhjärtbladig växtart som först beskrevs av Paulus Johannes Maria Maas, och fick sitt nu gällande namn av C.D.Specht och Dennis William Stevenson. Chamaecostus curcumoides ingår i släktet Chamaecostus och familjen Costaceae.
Artens utbredningsområde är Franska Guyana. Inga underarter finns listade.